# たむらまさき
たむら まさき（1939年1月26日 - 2018年5月23日）は、日本の撮影監督。青森県弘前市出身。
本名である田村正毅名義でクレジットされた作品も存在している。

## 経歴
小川紳介プロダクション出身で、多くの作品の撮影監督を手がけベテランとして知られていた。2008年、池田千尋監督『東南角部屋二階の女』の撮影を手がけ、2010年、鈴木卓爾監督『ゲゲゲの女房』を手がける。2014年、染谷将太と黒川芽以を主演に迎えて伊藤たかみの小説を映画化した『ドライブイン蒲生』で75歳にして監督デビューを果たす。

## 主な撮影作品

### 映画
- 日本解放戦線 三里塚の夏 （1968年）
- 日本解放戦線 三里塚 （1970年）
- 三里塚 第三次強制測量阻止斗争 （1970年）
- 三里塚 第二砦の人々 （1971年）
- 三里塚 岩山に鉄塔が出来た （1972年）
- 三里塚 辺田部落 （1973年）
- 日本妖怪伝 サトリ （1973年）
- 修羅雪姫 （1973年）
- 竜馬暗殺 （1974年）
- 眠れ蜜 （1976年）
- 三里塚 五月の空 里のかよい路 （1977年） - ドキュメンタリー
- 北村透谷 わが冬の歌 （1977年）
- 牧野物語・峠 （1978年）
- さらば愛しき大地 （1982年）
- ダイアモンドは傷つかない （1982年）
- ニッポン国 古屋敷村 （1982年）
- ションベン・ライダー （1983年） - 伊藤昭裕と共同
- 逆噴射家族 （1984年）
- 火まつり （1985年）
- タンポポ （1985年）
- 熱海殺人事件 （1986年）
- 海鳴り花寄せ 昭和日本・夏 （1987年）
- 1000年刻みの日時計 牧野村物語 （1987年） - ドキュメンタリー
- 死霊の罠 （1988年）
- HARE TO KE ハレトケ （1988年）
- 夢の祭り （1989年）
- ウンタマギルー （1989年）
- ZIPANG  （1990年）
- 映画の都 （1991年）
- 旅するパオジャンフー （1995年）
- 冬の河童 （1995年）
- Helpless （1996年）
- 明るい場所 （1997年）
- 林檎のうさぎ （1997年） - 第2班撮影
- 2/デュオ （1997年）
- 萌の朱雀 （1997年）
- 蛇の道 （1998年）
- 蜘蛛の瞳 （1998年）
- シェイディー・グローヴ （1999年）
- 楽園 （2000年）
- 天国までの百マイル （2000年）
- EUREKA （2001年）
- SELF AND OTHERS （2001年） - ドキュメンタリー
- 路地へ 中上健次の残したフィルム （2001年） - ドキュメンタリー
- TAMPEN 短篇 （2001年）
- 満山紅柿 上山／柿と人とのゆきかい （2001年） - ドキュメンタリー
- 月の砂漠 （2003年）
- 美しい夏キリシマ （2003年）
- なんくるムービー あじまぁのウタ 上原知子─天上の歌声 （2003年） - ドキュメンタリー
- 軒下のならずものみたいに （2003年）
- 秋聲旅日記 （2003年）
- のんきな姉さん （2004年）
- レイクサイド マーダーケース （2005年） - 池内義浩と共同
- エリ・エリ・レマ・サバクタニ （2006年）
- こおろぎ （2006年）
- AA （2006年）
- サッド ヴァケイション （2007年）
- 砂の影 （2007年）
- 東南角部屋二階の女 （2008年）
- 私は猫ストーカー （2009年）
- ゲゲゲの女房 （2010年）
- うらぎりひめ （2013年）
- ドライブイン蒲生（2014年） - 兼監督
- いぬむこいり（2016年）

### テレビドラマ
- 孤独な狩人 （1982年、NTV）[7]
- 恐怖 （1983年、NTV）
- キタタキ絶滅 （1983年、NTV）
- 三姉妹探偵団 （1986年、CX）
- 夜に頬よせ 過去を抱いた女 （1986年製作、1988年放送、CX）

## オリジナルビデオ
- ごきぶり商事痛快譚　愛の五億円ぶるーす（1990年、池田敏春監督）

## 著書
- たむらまさき、青山真治『酔眼のまち ゴールデン街』朝日新聞社、2007年。ISBN 978-4-02-273179-1。

## 受賞歴
- 1982年 第37回毎日映画コンクール：撮影賞『さらば愛しき大地』[8]
- 1983年 第4回ヨコハマ映画祭：技術賞(撮影)『さらば愛しき大地』『ニッポン国古屋敷村』
- 1997年 第52回毎日映画コンクール：撮影賞『萌の朱雀』『2/デュオ』
- 2008年 第58回芸術選奨文部科学大臣賞[9]